# Drugi rząd Davida Lloyda George’a

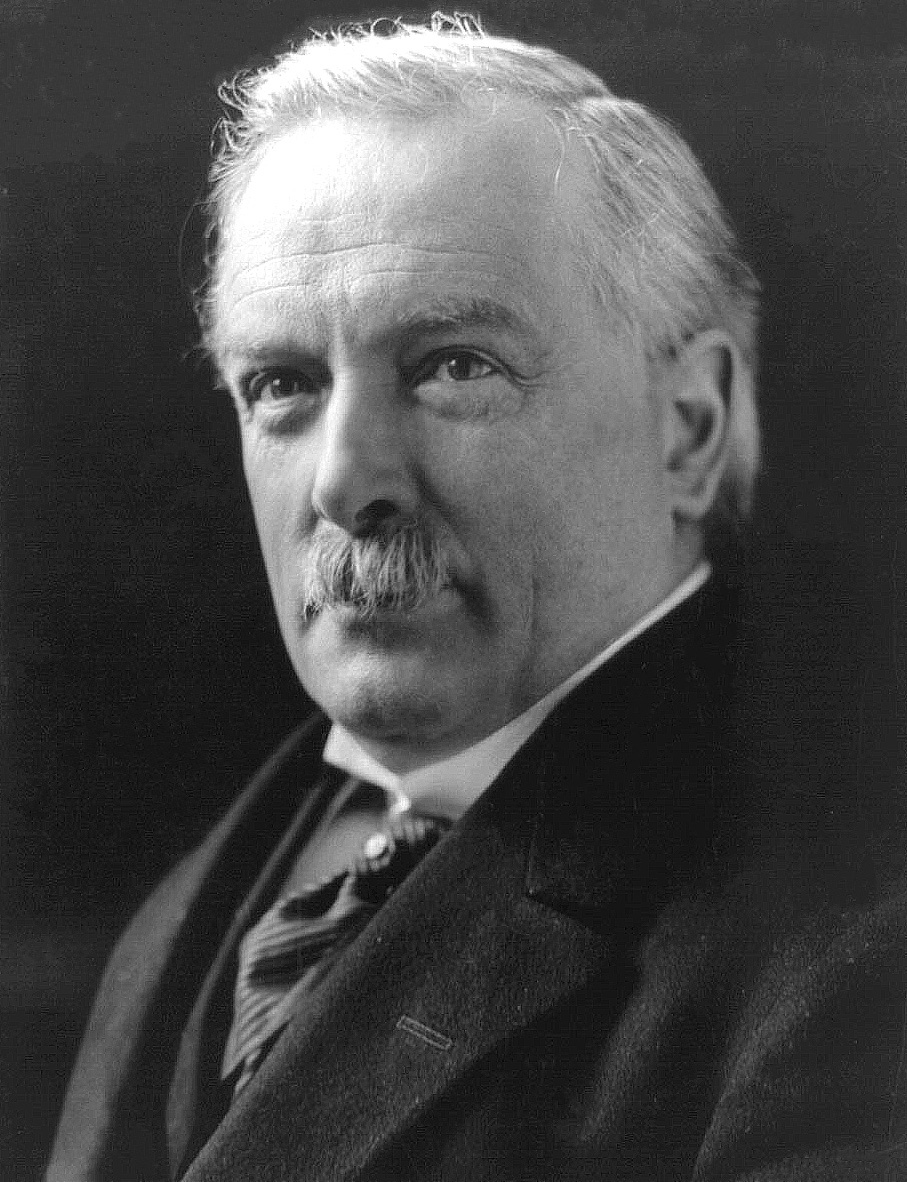
David Lloyd George, premier, pierwszy lord skarbu

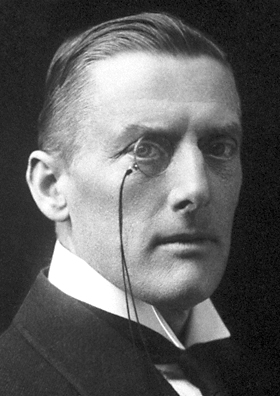
Austen Chamberlain, kanclerz skarbu, lord tajnej pieczęci, przewodniczący Izby Gmin

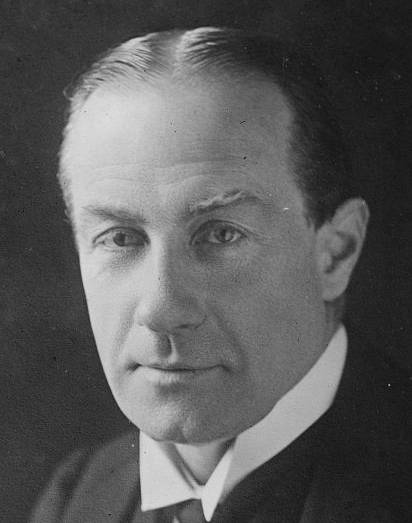
Stanley Baldwin, finansowy sekretarz skarbu, przewodniczący Zarządu Handlu

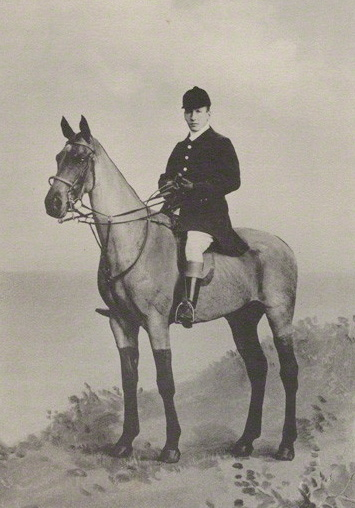
Robert Sanders, Skarbnik Dworu Królewskiego, młodszy lord skarbu, podsekretarz stanu w ministerstwie wojny

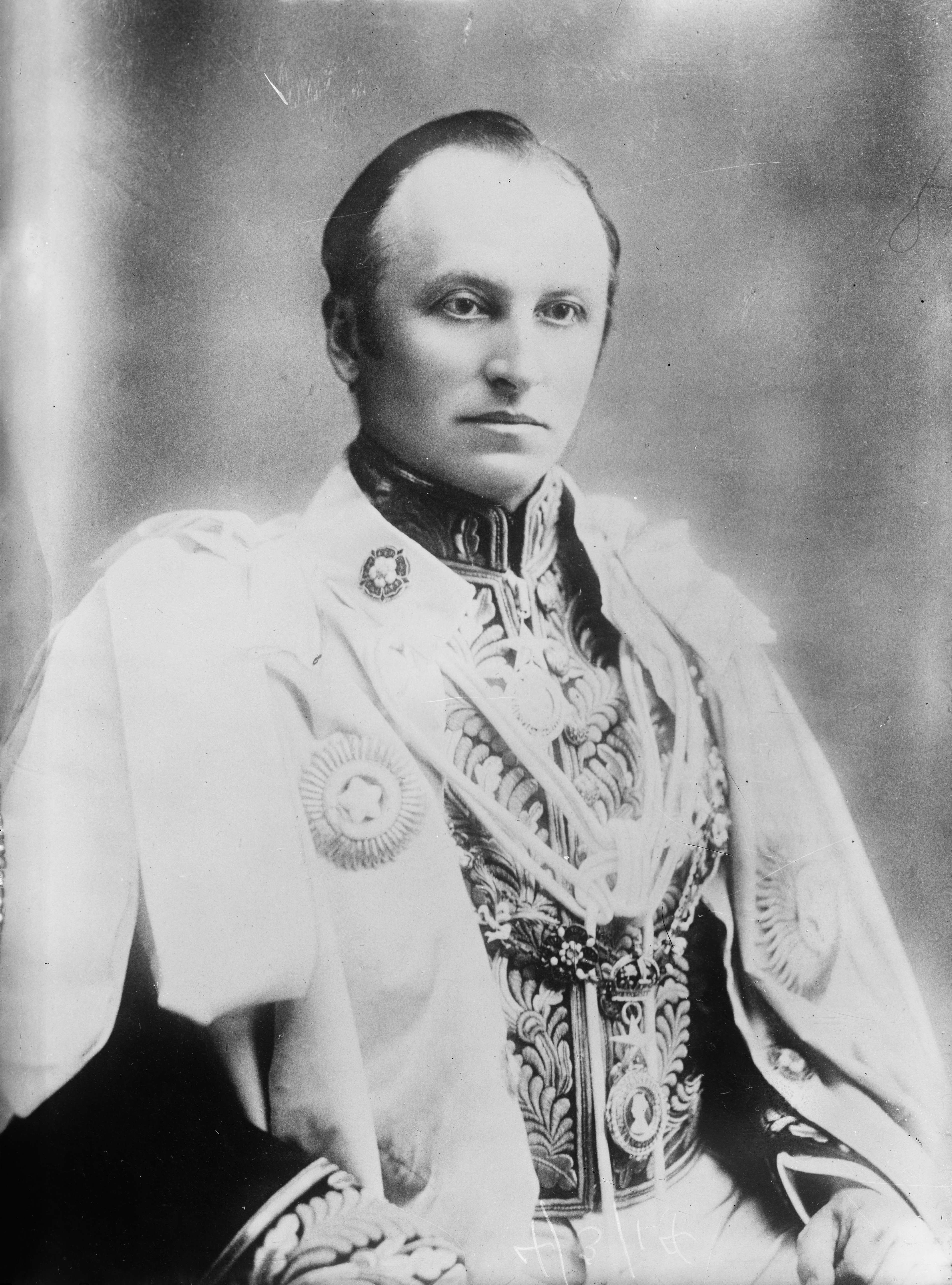
Markiz Curzon of Kedleston, lord przewodniczący Rady, przewodniczący Izby Lordów, minister spraw zagranicznych

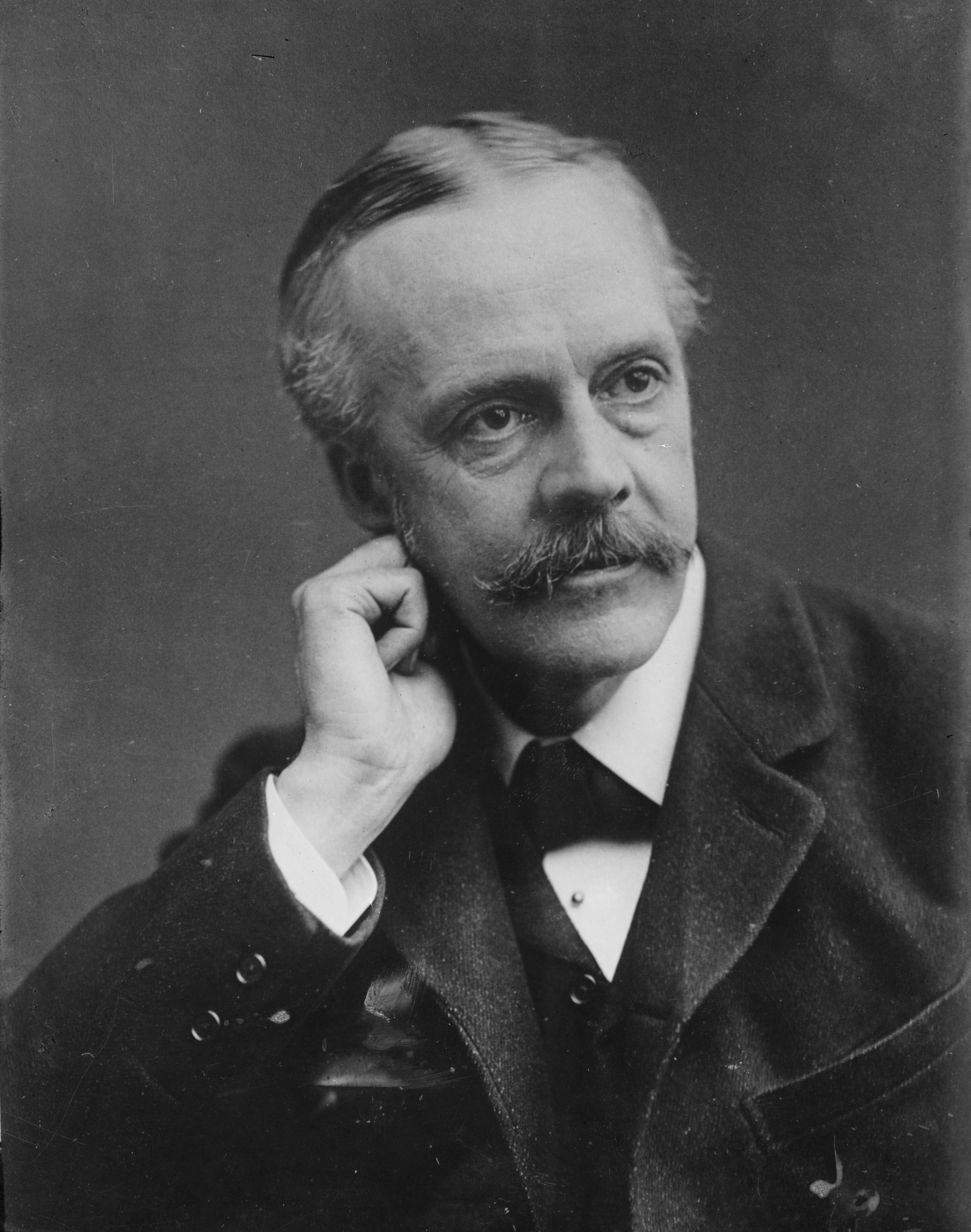
Arthur Balfour, minister spraw zagranicznych, lord przewodniczący Rady

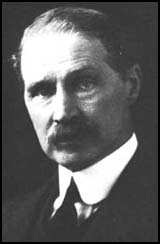
Andrew Bonar Law, lord tajnej pieczęci, przewodniczący Izby Gmin

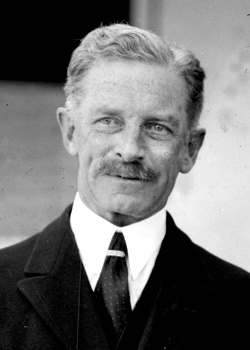
John Baird, podsekretarz stanu w ministerstwie spraw wewnętrznych

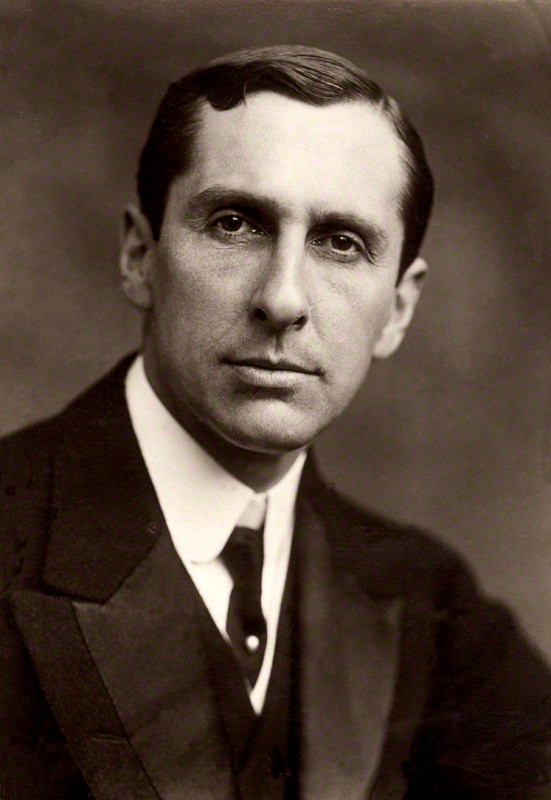
Baron Lee of Fareham, minister rolnictwa i rybołówstwa, pierwszy lord Admiralicji

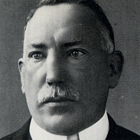
James Craig, parlamentarny sekretarz w ministerstwie emerytur, parlamentarny sekretarz w ministerstwie ds. amunicji, parlamentarny i finansowy sekretarz przy Admiralicji

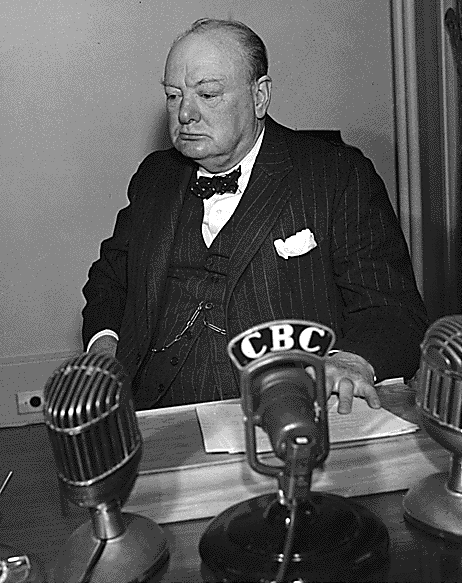
Winston Churchill, minister wojny, minister lotnictwa, minister ds. kolonii

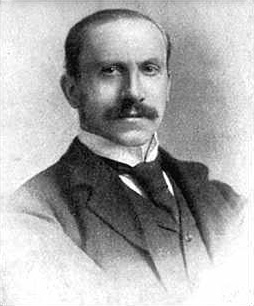
Wicehrabia Milner, minister ds. kolonii

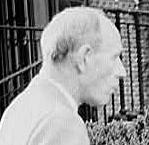
Edward Wood, podsekretarz stanu w ministerstwie ds. kolonii

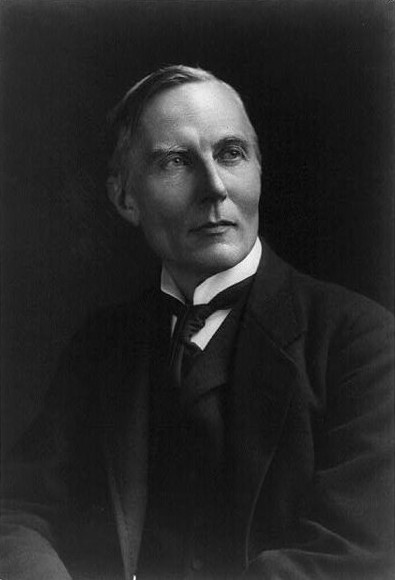
Herbert Fisher, przewodniczący Rady Edukacji

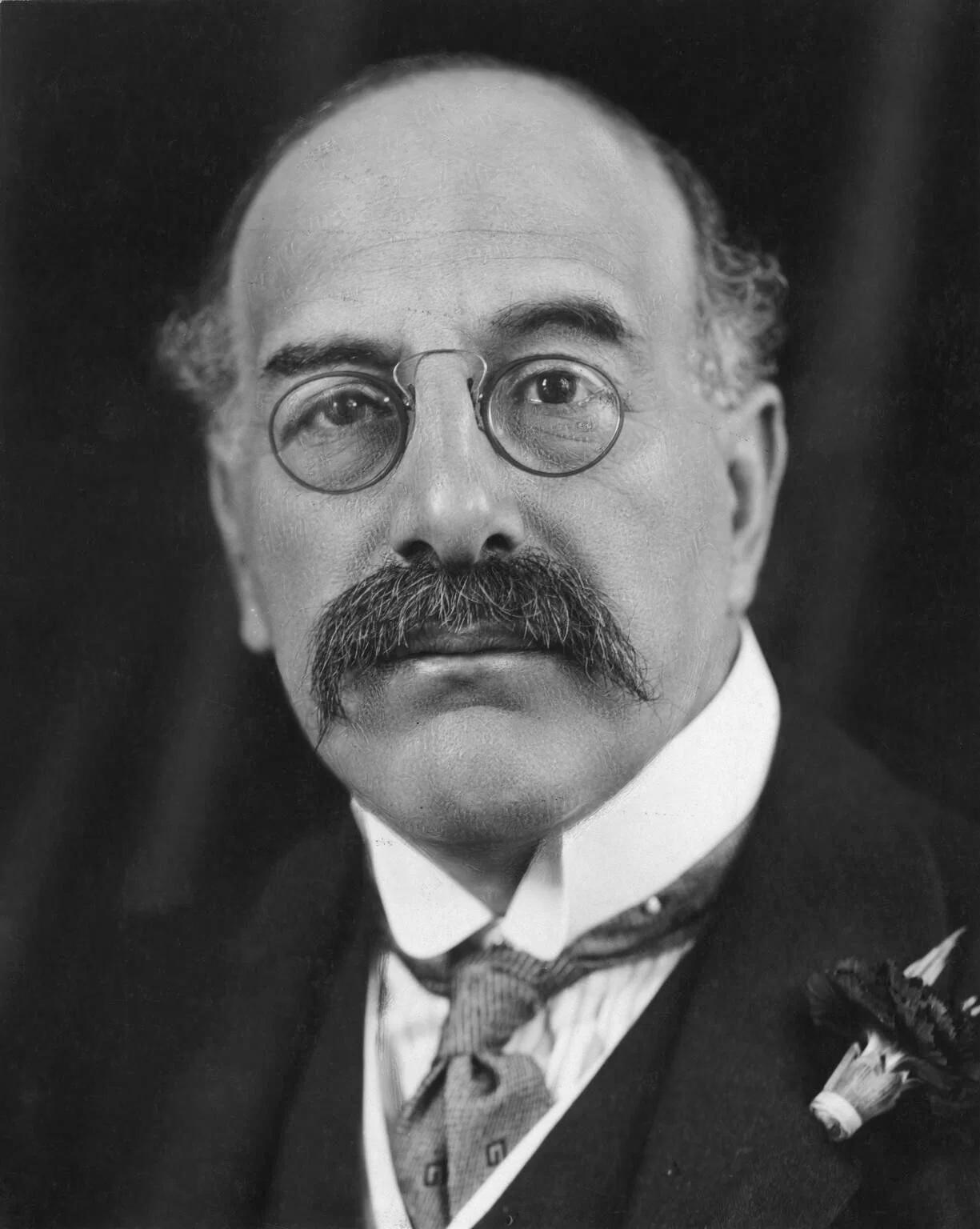
Alfred Mond, pierwszy komisarz ds. prac publicznych, minister zdrowia

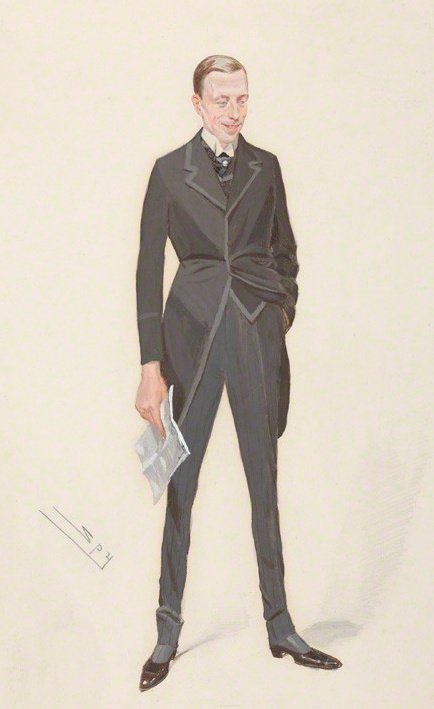
Hrabia Winterton, podsekretarz stanu w ministerstwie ds. Indii

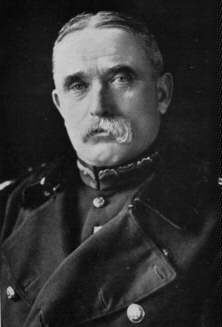
Wicehrabia French of Ypres, lord namiestnik Irlandii

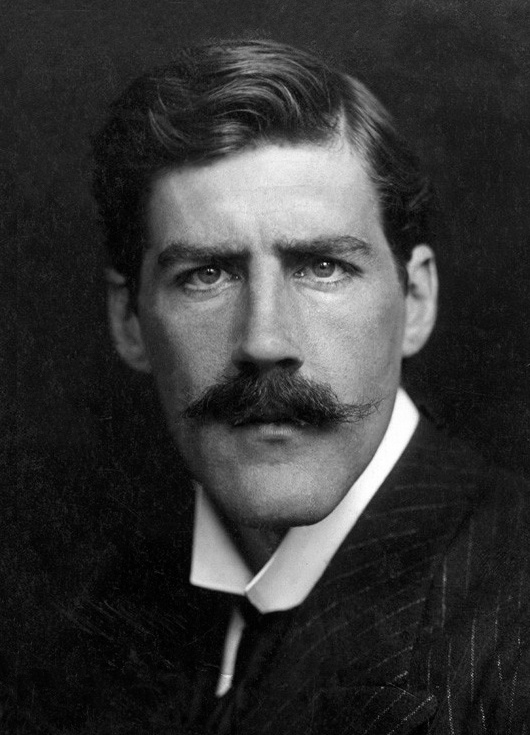
Hrabia Crawford, kanclerz Księstwa Lancaster, pierwszy komisarz ds. prac publicznych, minister transportu

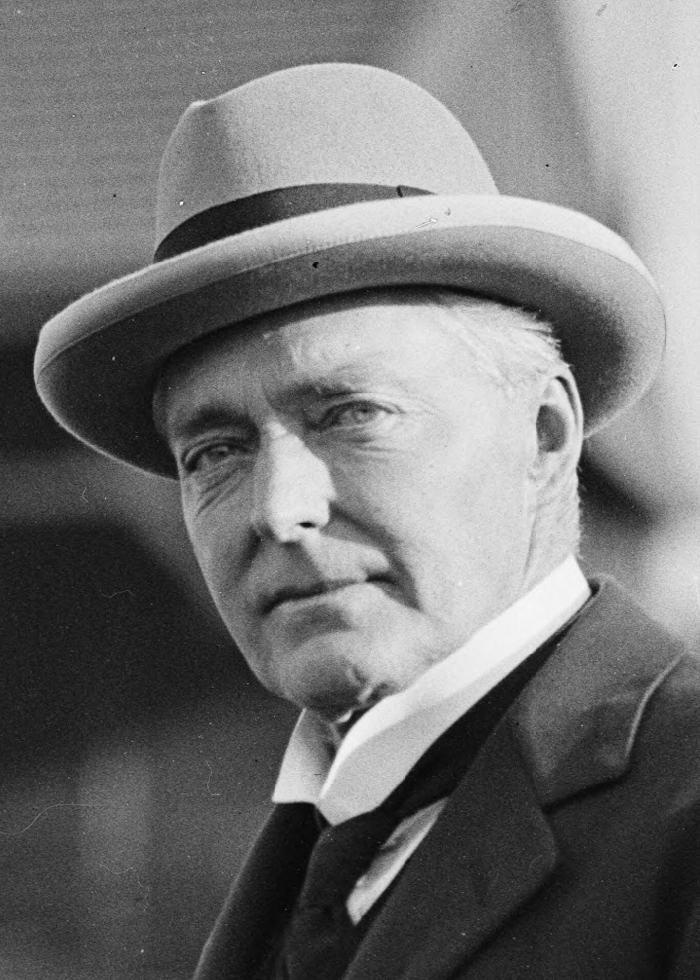
Henry Forster, finansowy sekretarz w ministerstwie wojny

Koalicyjny gabinet wojenny Partii Liberalnej i Partii Konserwatywnej pod przewodnictwem Davida Lloyda George’a uległ w styczniu 1919 r. gruntownemu przebudowaniu po wyborach powszechnych. Rząd upadł 19 października 1922 r., kiedy poparcia odmówili mu konserwatyści.
Członków ścisłego gabinetu wyróżniono tłustym drukiem.

## Skład rządu
| Urząd                                                            | Imię i nazwisko | Kadencja                                                                        |
| ---------------------------------------------------------------- | --- | ------------------------------------------------------------------------------- |
| Premier Pierwszy lord skarbu                                     | David Lloyd George | 1919–1922                                                                       |
|                                                                  | |                                                                                 |
| Kanclerz skarbu                                                  | Austen Chamberlain Robert Horne | 1919–1921 1921–1922                                                             |
| Finansowy sekretarz skarbu                                       | Stanley Baldwin Hilton Young | 1919–1921 1921–1922                                                             |
| Parlamentarny sekretarz skarbu                                   | lord Edmund Talbot Frederick Guest Charles McCurdy Leslie Orme Wilson | 1919–1921 1921–1922                                                             |
| Młodsi lordowie skarbu                                           | James Hope John Pratt James Parker Josiah Towyn Jones Robert Sanders Godfrey Collins William Edge William Sutherland John Gilmour Thomas Arthur Lewis | 1919 1919–1922 1919–1921 1919–1920 1919–1922 1920–1922 1921–1922 1922           |
| Lord kanclerz                                                    | Frederick Smith, 1. wicehrabia Birkenhead | 1919–1922                                                                       |
| Lord przewodniczący Rady                                         | George Curzon, 1. hrabia Curzon of Kedleston Arthur Balfour | 1919 1919–1922                                                                  |
| Przewodniczący Izby Lordów                                       | George Curzon, 1. markiz Curzon of Kedleston | 1919–1922                                                                       |
| Lord tajnej pieczęci                                             | Andrew Bonar Law Austen Chamberlain | 1919–1921 1921–1922                                                             |
| Minister spraw zagranicznych                                     | Arthur Balfour George Curzon, 1. markiz Curzon of Kedleston | 1919 1919–1922                                                                  |
| Podsekretarz stanu w ministerstwie spraw zagranicznych           | Cecil Harmsworth | 1919–1922                                                                       |
| Minister spraw wewnętrznych                                      | Edward Shortt | 1919–1922                                                                       |
| Podsekretarz stanu w ministerstwie spraw wewnętrznych            | Hamar Greenwood John Baird | 1919 1919–1922                                                                  |
| Pierwszy lord Admiralicji                                        | Walter Long Arthur Lee, 1. baron Lee of Fareham | 1919–1921 1921–1922                                                             |
| Parlamentarny i finansowy sekretarz przy Admiralicji             | Thomas James Macnamara Victor Bulwer-Lytton, 2. hrabia Lytton James Craig Leo Amery | 1919–1920 1919 1920–1921 1921–1922                                              |
| Cywilny lord Admiralicji                                         | Ernest George Pretyman Victor Bulwer-Lytton, 2. hrabia Lytton Richard Onslow, 5. hrabia Onslow Bolton Eyres-Monsell | 1919 1919–1920 1920–1921 1921–1922                                              |
| Minister rolnictwa i rybołówstwa                                 | Rowland Prothero Arthur Lee, 1. baron Lee of Fareham Arthur Griffith-Boscawen | 1919 1919–1921 1921–1922                                                        |
| Parlamentarny sekretarz w ministerstwie rolnictwa i rybołówstwa  | Arthur Griffith-Boscawen vacat Richard Onslow, 5. hrabia Onslow Gilbert Heathcote-Drummond-Willoughby, 2. hrabia Ancaster | 1919–1921 1921 1921–1922                                                        |
| Minister lotnictwa                                               | Winston Churchill Frederick Guest | 1919–1921 1921–1922                                                             |
| Parlamentarny sekretarz w ministerstwie lotnictwa                | John Seely George Tryon Charles Vane-Tempest-Stewart, 7. markiz Londonderry Ronald Barnes, 3. baron Gorell | 1919 1919–1920 1920–1921 1921–1922                                              |
| Minister ds. kolonii                                             | Alfred Milner, 1. wicehrabia Milner Winston Churchill | 1919–1921 1921–1922                                                             |
| Podsekretarz stanu w ministerstwie ds. kolonii                   | Leo Amery Edward Wood | 1919–1921 1921–1922                                                             |
| Przewodniczący Rady Edukacji                                     | Herbert Fisher | 1919–1922                                                                       |
| Parlamentarny sekretarz przy Radzie Edukacji                     | Herbert Lewis | 1919–1922                                                                       |
| Minister kontroli żywności                                       | George Henry Roberts Charles McCurdy | 1919–1920 1920–1921                                                             |
| Parlamentarny sekretarz w ministerstwie kontroli żywności        | Waldorf Astor Charles McCurdy William Mitchell-Thomson | 1919 1919–1920 1920–1921                                                        |
| Przewodniczący Rady Zarządu Lokalnego                            | Christopher Addison | 1919                                                                            |
| Parlamentarny sekretarz przy Radzie Zarządu Lokalnego            | Stephen Walsh Waldorf Astor | 1919                                                                            |
| Minister zdrowia                                                 | Christopher Addison Alfred Mond | 1919–1921 1921–1922                                                             |
| Parlamentarny sekretarz w ministerstwie zdrowia                  | Waldorf Astor Richard Onslow, 5. hrabia Onslow | 1919–1921 1921–1922                                                             |
| Minister ds. Indii                                               | Edwin Samuel Montagu William Peel, 2. wicehrabia Peel | 1919–1922 1922                                                                  |
| Podsekretarz stanu w ministerstwie ds. Indii                     | Satyendra Prasanno Sinha, 1. baron Sinha Victor Bulwer-Lytton, 2. hrabia Lytton Edward Turnour, 6. hrabia Winterton | 1919–1920 1920–1922 1922                                                        |
| Lord namiestnik Irlandii                                         | John French, 1. wicehrabia Frech of Ypres | 1919–1921                                                                       |
| Główny sekretarz Irlandii                                        | Ian Macpherson Hamar Greenwood | 1919–1920 1920–1922                                                             |
| Wiceprzewodniczący Departamentu Rolnictwa dla Irlandii           | Hugh T. Barrie | 1919–1922                                                                       |
| Minister pracy                                                   | Robert Horne Thomas James Macnamara | 1919–1920 1920–1922                                                             |
| Parlamentarny sekretarz w ministerstwie pracy                    | George James Wardle Anderson Montague-Barlow | 1919–1920 1920–1922                                                             |
| Kanclerz Księstwa Lancaster                                      | David Lindsay, 27. hrabia Crawford William Peel, 2. wicehrabia Peel William Sutherland | 1919–1921 1921–1922 1922                                                        |
| Minister ds. amunicji                                            | Andrew Weir, 1. baron Inverforth | 1919–1921                                                                       |
| Parlamentarny sekretarz w ministerstwie ds. amunicji             | Frederick Kellaway John Baird | 1919–1920 1919                                                                  |
| Parlamentarny i finansowy sekretarz w ministerstwie ds. amunicji | James Hope | 1919–1921                                                                       |
| Minister służby publicznej                                       | Auckland Geddes | 1919                                                                            |
| Parlamentarny sekretarz w ministerstwie służby publicznej        | Cecil Beck | 1919                                                                            |
| Paymaster-General                                                | Joseph Compton-Rickett John Tudor Walters | 1919 1919–1922                                                                  |
| Minister emerytur                                                | Laming Worthington-Evans Ian Macpherson | 1919–1920 1920–1922                                                             |
| Parlamentarny sekretarz w ministerstwie emerytur                 | James Craig George Tryon | 1919–1920 1920–1922                                                             |
| Poczmistrz generalny                                             | Albert Illingworth Frederick Kellaway | 1919–1921 1921–1922                                                             |
| Asystent poczmistrza generalnego                                 | Herbert Pease | 1919–1922                                                                       |
| Minister bez teki                                                | George Nicoll Barnes Eric Campbell Geddes Laming Worthington-Evans Christopher Addison | 1919–1920 1919 1919–1921 1921                                                   |
| Minister odbudowy                                                | Auckland Geddes | 1919                                                                            |
| Minister ds. Szkocji                                             | Robert Munro | 1919–1922                                                                       |
| Parlamentarny sekretarz w ministerstwie ds. Szkocji              | John Pratt | 1919–1922                                                                       |
| Minister żeglugi                                                 | James Maclay | 1919–1921                                                                       |
| Parlamentarny sekretarz w ministerstwie żeglugi                  | Leslie Orme Wilson | 1919–1921                                                                       |
| Minister zaopatrzenia                                            | Andrew Weir, 1. baron Inverforth | 1919–1921                                                                       |
| Przewodniczący Zarządu Handlu                                    | Albert Stanley Auckland Geddes Robert Horne Stanley Baldwin | 1919 1919–1920 1920–1921 1921–1922                                              |
| Parlamentarny sekretarz przy Zarządzie Handlu                    | William Bridgeman Philip Lloyd-Greame William Mitchell-Thomson | 1919–1920 1920–1921 1921–1922                                                   |
| Sekretarz handlu zamorskiego                                     | Arthur Steel-Maitland Hamar Greenwood Frederick Kellaway Philip Lloyd-Greame | 1919 1919–1920 1920–1921 1921–1922                                              |
| Parlamentarny sekretarz ds. kopalń                               | William Bridgeman | 1920–1922                                                                       |
| Minister transportu                                              | Eric Campbell Geddes William Peel, 2. wicehrabia Peel David Lindsay, 27. hrabia Crawford | 1919–1921 1921–1922 1922                                                        |
| Parlamentarny sekretarz w ministerstwie transportu               | Rhys Rhys-Williams Arthur Neal | 1919 1919–1922                                                                  |
| Minister wojny                                                   | Winston Churchill Laming Worthington-Evans | 1919–1921 1921–1922                                                             |
| Podsekretarz stanu w ministerstwie wojny                         | William Peel, 2. wicehrabia Peel Robert Sanders | 1919–1921 1921–1922                                                             |
| Finansowy sekretarz w ministerstwie wojny                        | Henry Forster Archibald Williamson George Frederick Stanley | 1919 1919–1921 1921–1922                                                        |
| Pierwszy komisarz ds. prac publicznych                           | Alfred Mond David Lindsay, 27. hrabia Crawford | 1919–1921 1921–1922                                                             |
| Prokurator generalny                                             | Gordon Hewart Ernest Pollock | 1919–1922 1922                                                                  |
| Radca generalny Anglii i Walii                                   | Ernest Pollock Leslie Scott | 1919–1922 1922                                                                  |
| Lord adwokat                                                     | James Avon Clyde Thomas Brash Morison Charles David Murray | 1919–1920 1920–1922 1922                                                        |
| Solicitor General dla Szkocji                                    | Thomas Brash Morison Charles David Murray Andrew Constable William Watson | 1919–1920 1920–1922 1922                                                        |
| Lord kanclerz Irlandii                                           | James Campbell John Ross | 1919–1921 1921–1922                                                             |
| Prokurator Generalny dla Irlandii                                | Arthur Warren Samuels Denis Henry Thomas Watters Brown | 1919 1919–1921 1921                                                             |
| Solicitor General dla Irlandii                                   | Denis Henry David Martin Wilson Thomas Watters Brown | 1919 1919–1921 1921                                                             |
| Lord steward                                                     | Horace Farquhar, 1. wicehrabia Farquhar | 1919–1922                                                                       |
| Lord szambelan                                                   | William Mansfield, 1. wicehrabia Sandhurst James Stewart-Murray, 8. książę Atholl | 1919–1921 1921–1922                                                             |
| Wiceszambelan Dworu Królewskiego                                 | William Dudley Ward | 1919–1922                                                                       |
| Koniuszy królewski                                               | Edwyn Scudamore-Stanhope, 10. hrabia Chesterfield | 1919–1922                                                                       |
| Skarbnik Dworu Królewskiego                                      | Robert Sanders Bolton Eyres-Monsell George Gibbs | 1919 1919–1921 1921–1922                                                        |
| Kontroler Dworu Królewskiego                                     | Edwin Cornwall George Frederick Stanley Harry Barnston | 1919 1919–1921 1921–1922                                                        |
| Kapitan Gentelmen-at-Arms                                        | Edward Colebrooke, 1. baron Colebrooke | 1919–1922                                                                       |
| Kapitan Ochotników Gwardii                                       | Hylton Jolliffe, 3. baron Hylton | 1919–1922                                                                       |
| Lord-in-waiting                                                  | Richard Herschell, 2. baron Herschell George Hamilton-Gordon, 2. baron Stanmore John Brocklehurst, 1. baron Ranksborough Arthur Annesley, 11. wicehrabia Valentia Savile Crossley, 1. baron Somerleyton George Villiers, 8. hrabia Jersey Orlando Bridgeman, 5. hrabia Bradford Richard Onslow, 5. hrabia Onslow George Bingham, 5. hrabia Lucan George Villiers, 6. hrabia Clarendon | 1919 1919–1922 1919–1921 1919–1922 1919 1919–1922 1919–1920 1920–1922 1921–1922 |